# 汝南郡
汝南郡（じょなん-ぐん）は、中国にかつて存在した郡。漢代から唐代にかけて、現在の河南省東南部および安徽省阜陽市一帯に設置された。

## 概要
前漢の高祖のときに、汝南郡が置かれた。汝南郡は豫州に属し、平輿・陽安・陽城・㶏強・富陂・汝陽・鮦陽・呉房・安成・南頓・朗陵・細陽・宜春・汝陰・新蔡・新息・灈陽・期思・慎陽・慎・召陵・弋陽・西平・上蔡・寝・西華・長平・宜禄・項・新郪・帰徳・新陽・安昌・安陽・博陽・成陽・定陵の37県を管轄した。『漢書』によれば前漢の末に46万1587戸、259万6148人があった。
王莽のとき、汝汾郡と改称され、一部を分けて賞都郡とした。
後漢が建てられると、元の汝南郡に戻された。汝南郡は平輿・新陽・西平・上蔡・南頓・汝陰・汝陽・新息・北宜春・㶏強・灈陽・期思・陽安・項・西華・細陽・安成・呉房・鮦陽・慎陽・慎・新蔡・安陽・富陂・宜禄・朗陵・弋陽・召陵・征羌・思善・宋・褒信・原鹿・定潁・固始・山桑・城父の37県を管轄した。建安年間には2県が分けられ、陽安郡が置かれた。
晋のとき、汝南郡は新息・南安陽・安成・慎陽・北宜春・朗陵・陽安・上蔡・平輿・定潁・灈陽・南頓・汝陽・呉房・西平の15県を管轄した。
南朝宋のとき、汝南郡は豫州あるいは南豫州に属し、上蔡・平楽・北新息・慎陽・安成・南新息・朗陵・陽安・西平・灈陽・安陽の11県を管轄した。
北魏のとき、汝南郡は豫州に属し、上蔡・臨汝・平輿・安成・西平・灈陽・陽安・保城の8県を管轄した。
580年（大象2年）、北周により舒州が置かれると、汝南郡は舒州に属した。
隋が建国されると、舒州は豫州と改められ、汝南郡は豫州に属した。583年（開皇3年）、隋が郡制を廃すると、汝南郡は廃止されて、豫州に編入された。602年（仁寿2年）に豫州は溱州と改称され、606年（大業2年）に蔡州と改称された。607年（大業3年）に州が廃止されて郡が置かれると、蔡州は汝南郡と改称された。汝陽・城陽・真陽・新息・褒信・上蔡・平輿・新蔡・朗山・呉房・西平の11県を管轄した。
621年（武徳4年）、唐が王世充を平定すると、汝南郡は豫州と改められ、豫州総管府が置かれた。742年（天宝元年）、豫州は汝南郡と改称された。758年（乾元元年）、汝南郡は豫州と改称され、汝南郡の呼称は姿を消した。